# Lage polder
De Lage polder is een voormalig waterschap in de provincie Groningen.
De polder lag ten westen van Garmerwolde en was omgeven door de Lageweg in het noordoosten, de Stadsweg in het zuidoosten, de Borsloot in het zuidwesten en het Abbemaar in het noordwesten. De molen stond halverwege de Lageweg en de Borgsloot en sloeg uit op het Abbemaar. De molen bemaalde na 1947 ook de gronden van de Dijksterhuispolder.
Waterstaatkundig gezien ligt het gebied sinds 1995 binnen dat van het waterschap Noorderzijlvest.